# Tycomarptes renisigna
Tycomarptes renisigna är en fjärilsart som beskrevs av Walker 1856. Tycomarptes renisigna ingår i släktet Tycomarptes och familjen nattflyn. Inga underarter finns listade i Catalogue of Life.